# Калоян Заров
Калоян Заров е български футболист.

## Биография
Роден във Видин на 5 юни 1990 г. Започва да тренира футбол на 10-годишна възраст във Бдин. През лятото на 2005 г. отива на проби в Литекс, но бива харесан от ръководството на Видима Раковски и на 1 август преминава в отбора. През януари 2006 подписва първия договор с клуба, който е за 3 години и сега все още играе там.